# Gráfhomomorfizmus
Gráfhomomorfizmus alatt gráfok közötti struktúratartó leképezéseket értünk. A struktúratartás azt jelenti, hogy a függvény szomszédos csúcsokat szomszédos csúcsokra képez le.

## Definíció
Legyenek {\displaystyle G:=(V,E)} és {\displaystyle G':=(V',E')} gráfok. Egy {\displaystyle f:V\rightarrow V'} függvény gráfhomomorfizmus, ha
{\displaystyle \{u,v\}\in E\Longrightarrow \{f(u),f(v)\}\in E'}.
Nem követeljük meg tehát, hogy f injektív legyen. Ha G-ből G'-be van homomorfizmus, azt szokás jelölni a {\displaystyle G\rightarrow G'} szimbólumsorozattal is. Ha a két gráf nem homomorf, az jelölhető a következőképpen: {\displaystyle G\not \rightarrow G'}

## Elemi tulajdonságok
1. Homomorfizmusok kompozíciója is homomorfizmus.
2. Ha az {\displaystyle f} függvény invertálható és az inverz függvény is homomorfizmus, akkor {\displaystyle f} gráfizomorfizmus.